# 12. децембар
12. децембар (12.12.) је 346. дан године по грегоријанском календару (347. у преступној години). До краја године има још 19 дана.

## Догађаји
- 627 — У бици код Ниниве византијски цар Ираклије је однео победу над Персијанцима, којом је одлучен исход највећег и последњег од свих византијско-персијских ратова.
- 1830 — У Београду на Ташмајдану у присуству кнеза Милоша и београдског паше свечано је прочитан хатишериф турског султана Махмуда II о аутономији Србије.
- 1873 — У Србији уведен динар као новчана јединица, чиме је отклоњен монетарни хаос и употреба више од 40 врста туђег металног новца - дуката, форинти, талира.
- 1894 — Јапанске трупе почеле инвазију Кореје.
- 1896 — Гуљелмо Маркони у Лондону први пут јавно приказао бежичну радио-телеграфију.
- 1913 — Слика Леонарда да Винчија „Мона Лиза“ пронађена у Фиренци, две године пошто је украдена из париског музеја „Лувр“.
- 1915 — Председник Републике Кине Јуан Шикај је поново увео монархију и прогласио се кинеским царем.
- 1915 — Полетео први авион начињен у потпуности од метала, који је конструисао Немац Хуго Јункерс.
- 1918 — Српска војска, по завршетку Првог светског рата, ушла у Земун, чиме је окончана двовековна владавина Хабзбуршке монархије у том граду.
- 1920 — Конституисана Уставотворна скупштина Краљевине Срба, Хрвата и Словенаца. Рад скупштине, којом је председавао хрватски политичар Иван Рибар, трајао је више од шест месеци и окончан је доношењем Видовданског устава 28. јуна 1921.
- 1936 — Маршал Џанг Сјуељанг је ухапсио кинеског генералисимуса Чанг Кај Шека.
- 1940 — Краљевина Југославија, у Другом светском рату, потписала с Мађарском пакт о вечном пријатељству, у намери да побољша односе с Немачком.
- 1942 — Немачке снаге су започеле операцију Зимска олуја, покушавајући да одблокирају опкољене осовинске снаге током битке за Стаљинград.
- 1963 — Кенија постала независна држава у оквиру Британског комонвелта с Џомом Кенијатом као премијером. На исти дан 1964. постала је република, а Кенијата први председник.
- 1969 — Грчка се повукла из Савета Европе и тиме избегла да због војног режима и кршења људских права буде избачена из те европске институције.
- 1979 — Група генерала извршила војни удар у Јужној Кореји и преузела власт.
- 1983 — Шиитски екстремисти активирали аутомобиле бомбе испред америчке и француске амбасаде у Кувајту. Пет особа је погинуло, а 86 рањено.
- 1992 — На индонежанским острвима Флорес и Баби, у земљотресу погинуло најмање 2.200 људи.
- 1993 — Руси на референдуму, првом слободном изјашњавању од 1917, изгласали нови устав којим је председник Борис Јељцин добио широка овлашћења. Спор око устава довео је почетком октобра до трагичног конфликта са комунистима и екстремним националистима у којем је погинуло више од 150 људи.
- 2000 — Еритреја и Етиопија потписале у Алжиру мировни споразум којим је окончан двогодишњи рат око граница.
- 2001 —
  - Израелски авиони бомбардовали палестинске безбедносне циљеве у граду Гази само неколико сати пошто је 10 Израелаца убијено и око 30 рањено у нападима на јеврејске насељенике на Западној обали и у појасу Газе. Израелске снаге ушле су у палестински град Џенин на Западној обали.
  - Вођа кубанског шпијунског прстена Герардо Хернандез, осуђен у САД на доживотну казну затвора за учешће у инфилтрирању у једну америчку војну базу и за смрт четворице Американаца кубанског порекла, чији су авиони оборени.
- 2002 — У Бечу, Стални савет ОЕБС-а одлучио да продужи мандате својих мисија на простору бивше Југославије.

## Рођења
- 1821 — Гистав Флобер, француски књижевник. (прем. 1880)[1]
- 1863 — Едвард Мунк, норвешки сликар. (прем. 1944)[2]
- 1893 — Едвард Џи Робинсон, амерички глумац. (прем. 1973)[3]
- 1912 — Хенри Армстронг, амерички боксер. (прем. 1988)[4]
- 1915 — Френк Синатра, амерички музичар и глумац. (прем. 1998)[5]
- 1924 — Андрија Стојковић, српски филозоф. (прем. 2007)[6]
- 1932 — Боб Петит, амерички кошаркаш.[7]
- 1938 — Невена Коканова, бугарска глумица. (прем. 2000)
- 1944 — Кенет Кранам, шкотско-енглески глумац.
- 1946 — Емерсон Фитипалди, бразилски аутомобилиста, возач Формуле 1.[8]
- 1947 — Вингс Хаузер, амерички глумац. (прем. 2025)
- 1949 — Бил Нај, енглески глумац.
- 1960 — Недељко Милосављевић, српски фудбалер.[9]
- 1962 — Трејси Остин, америчка тенисерка.[10]
- 1966 — Здравко Радуловић, хрватски кошаркаш и кошаркашки тренер.[11]
- 1969 — Софи Кинсела, енглеска књижевница.[12]
- 1970 — Џенифер Конели, америчка глумица.[13]
- 1978 — Санибал Ораховац, црногорски фудбалер.[14]
- 1982 — Дмитриј Турсунов, руски тенисер.[15]
- 1983 — Никола Игњатијевић, српски фудбалер.[16][17]
- 1984 — Данијел Агер, дански фудбалер.[18]
- 1991 — Ненад Гаврић, српски фудбалер.[19][20]
- 1991 — Александар Шћекић, црногорски фудбалер.[21][22]

## Смрти
- 1913 — Менелик II, краљ Шое (1866—1889), а затим цар Етиопије (1889—1913). (рођ. 1844)[23]
- 1958 — Слободан Јовановић, српски правник, историчар, књижевник и политичар, председник Српске краљевске академије. (рођ. 1869)[24]
- 1958 — Милутин Миланковић, српски математичар, астроном, климатолог, геофизичар, грађевински инжењер и доктор техничких наука. (рођ. 1879)[25]
- 1968 — Талула Банкхед, америчка глумица. (рођ. 1902)
- 1985 — Ен Бакстер, америчка глумица. (рођ. 1923)
- 1999 — Стане Доланц, учесник Народноослободилачке борбе, друштвено-политички радник СР Словеније и СФР Југославије и јунак социјалистичког рада. (рођ. 1925)
- 2003 — Хејдар Алијев, азербејџански генерал и политичар, 3. председник Азербејџана. (рођ. 1923)
- 2007 — Ајк Тарнер, амерички музичар, музички продуцент и ловац на таленте. (рођ. 1931)
- 2010 — Иван Растегорац, српски песник и филмски критичар. (рођ. 1940)[26]
- 2011 — Предраг Ћерамилац, српски глумац. (рођ. 1944)
- 2016 — Ширли Хазард, аустралијско-америчка књижевница и есејисткиња. (рођ. 1931)
- 2018 — Ференц Коса, мађарски редитељ и сценариста. (рођ. 1937)
- 2019 — Дени Ајело, амерички глумац, продуцент и музичар. (рођ. 1933)
- 2020 — Џон ле Каре, енглески књижевник и обавештајац. (рођ. 1931)
- 2020 — Џек Стајнбергер, амерички физичар, добитник Нобелове награде за физику (1988). (рођ. 1921)
- 2022 — Латинка Перовић, српска историчарка и политичарка. (прем. 1933)

## Празници и дани сећања
- Дан копнене војске Украјине

Српска православна црква данас слави
- Свети мученици Парамон и Филумен
- Преподобни Акакије Синајски
- Свети мученик Дионисије, епископ Коринтски
- Свети Тиридат, цар Јерменски
- Свети мученик Аполоније
- Свети свештеномученик Јован
- Свети свештеномученик Авив
- Свети мученик Филумен
- Свети преподобни Питирун
- Свети Урван
- Свети преподобни Висарион чудотворац
- Свети мученик Валеријан
- Свети мученик Федр
- Светих шест мученика
- Свети преподобни Николај, архиепископ солунски
- Свети преподобни Панкосмије
- Свети преподобни Нектарије печерски
- Свети Мардарије Љешанско-либертвилски